# Ванген (Швиц)
Ванген (нем. Wangen SZ) — коммуна в Швейцарии, в кантоне Швиц.
Входит в состав округа Марх. В коммуну Ванген входят также населённые пункты Нуолен и часть Зибнена.
Население составляет 4509 человек (на 31 декабря 2007 года). Официальный код — 1349.